# Entopeltis
Entopeltis är ett släkte av svampar. Entopeltis ingår i familjen Vizellaceae, klassen Dothideomycetes, divisionen sporsäcksvampar och riket svampar.
|            | Vizella                                   |
|            |                                           |
|            | Singeriella                               |
|            |                                           |
|            | Chrysogloeum                              |
|            |                                           |
| Entopeltis | \| \| Entopeltis tetrorchidii \| \| \| \| |
|            | \| \| Entopeltis tetrorchidii \| \| \| \| |
|            | Blasdalea                                 |
|            |                                           |
|            | Entopeltis tetrorchidii                   |
|            |                                           |

|  | Entopeltis tetrorchidii |
|  |                         |